# Marie Lundström
Marie Lundström, född 19 februari 1967 i Gällivare, är en svensk författare och radiojournalist.
Marie Lundström började på Sveriges Radio 1995, där hon har utformat, startat och gjort litteraturrelaterade program som Diktverket, Biblioteket och Lundströms Bokradio i P1. 
Lundström debuterade som romanförfattare 2020 med romanen Sanningens kalas. Boken gavs ut i början på september. Hennes andra roman Alla måste söderut kom i februari 2023. 
Våren 2025 utsågs Lundström till hedersdoktor vid humanistiska fakulteten, Umeå universitet.

## Priser och utmärkelser
- 2008 – Axel Liffner-stipendiet[6]
- 2019 – Alf Henrikson-priset[7]
- 2022 – Örjan Lindberger-priset för folkbildande och uppmuntrande till läsning[8]
- 2025 – Hedersdoktor vid Umeå universitet[5]